# Hit Parade of 1941
Hit Parade of 1941 (Brasil: Desfile Triunfal / Portugal: A Grande Parada de 1942) é um filme norte-americano de 1940, do gênero musical, dirigido por John H. Auer e estrelado por Kenny Baker e Frances Langford.

## Produção
Hit Parade of 1941 é o segundo filme da série Hit Parade..., iniciada pela Republic Pictures em 1937 com The Hit Parade. Foram produzidos outros três títulos, em 1943, 1947 e 1950. Esta série é a resposta do estúdio a Big Broadcast, série de quatro películas realizada pela Paramount Pictures entre 1932 e 1938.
A produção recebeu duas indicações ao Oscar, uma delas na categoria Melhor Trilha Sonora, a terceira indicação seguida para Cy Feuer.
As canções foram compostas por Jule Styne e Walter Scharf, com letras de Walter Bullock. Who Am I?, interpretada por Kenny Baker e Frances Langford, foi contemplada com a outra indicação da Academia.

## Sinopse
A emissora de rádio de David Farraday precisa de anunciantes, daí ele aceita contratar Anabelle Potter, filha de Emily Potter, que é a rica proprietária de uma loja de departamentos. Acontece que Anabelle não tem nenhum talento e David, então, contrata Pat Abbott para dublá-la. Com isso, começam as confusões.

## Principais premiações
| Prêmio | Categoria                                   | Situação |
| ------ | ------------------------------------------- | -------- |
| Oscar  | Melhor Trilha Sonora Melhor Canção Original | Indicado |

## Elenco
| Ator/Atriz        | Personagem         |
| ----------------- | ------------------ |
| Kenny Baker       | David Farraday     |
| Frances Langford  | Pat Abbott         |
| Hugh Herbert      | Ferdinand Farraday |
| Mary Boland       | Emily Potter       |
| Ann Miller        | Anabelle Potter    |
| Patsy Kelly       | Judy Abbott        |
| Phil Silvers      | Charlie Moore      |
| Sterling Holloway | Elmer              |
| Donald MacBride   | Harrison           |
| Franklin Pangborn | Carter             |